# Troquel (molde)

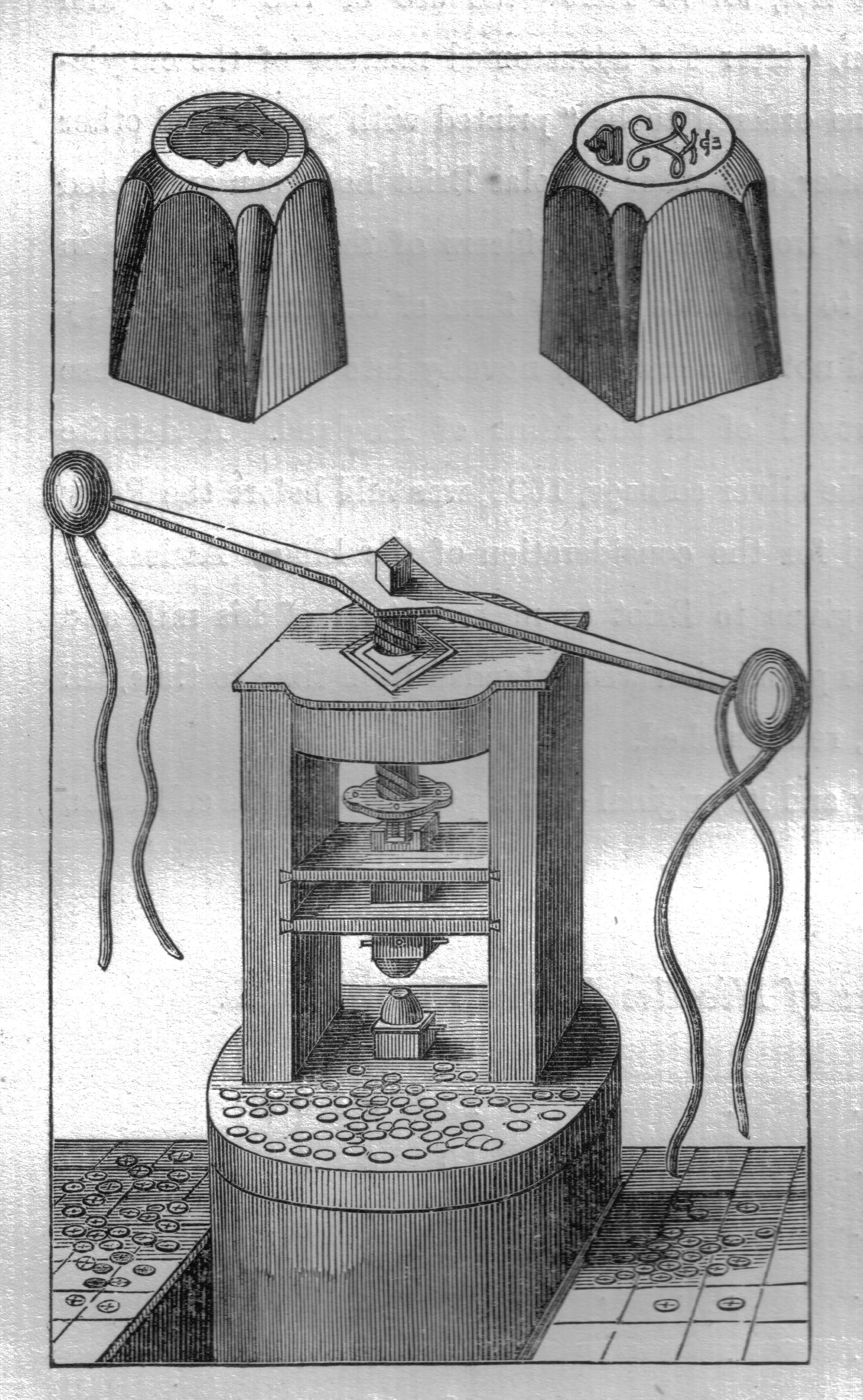
Prensa de acuñación de monedas de 1876.

El troquel o cuño es el molde empleado en la acuñación de monedas.
El material con el que se fabricaban los cuños matrices o troqueles era generalmente el bronce hasta los tiempos de Constantino, cuando se empezaron a fabricar de acero, permitiendo así su acuñación en frío. 
El cuño es lo que hace convertirse una pieza de metal en moneda, una forma de dinero especializado. Es un símbolo de la autoridad emisora que garantiza sus características en cuanto a su material, forma, peso y pureza.

## Historia de su soporte
En occidente el proceso de acuñación ha sido la técnica más recurrente a lo largo del tiempo y aún hoy en día se sigue utilizando en los talleres de moneda. El primer método de acuñación se realizaba a martillo y se comenzó a utilizar con el nacimiento de la moneda hacia el siglo VII a. C. en el Reino de Lidia. En la segunda mitad del siglo XVI se desarrolló otra forma de fabricación de moneda mediante molino de laminación, a mediados de dicho siglo se utilizaban laminadores a rodillos para obtener rieles, láminas largas de metal con un grosor preciso a partir de las cuales se realizaban los cospeles, totalmente circulares.
En la primera mitad del siglo XVI se inventó una nueva técnica de acuñación basada en la utilización de la prensa de volante, el método más común, también conocido como máquina de troquel. La acuñación a volante permitía realizar del orden de veinte piezas por minuto, este sistema perduró hasta mediados del siglo XIX.
La prensa a volante o balancín ya había sido dibujada u diseñada por Leonardo da Vinci, (1452–1519), dejó dibujos que nos muestran que el concepto de la prensa de volante surge en esta época. La prensa a volante para la fabricación de moneda fue llevada a cabo en 1508  por el artista florentino, Bramante, para acuñar medallas de plomo, que es uno de los metales más blandos y que no se endurece bajo la presión de los cuños. Treinta años más tarde, un compatriota de dicho artista florentino, joyero, escultor y artista, Benvenuto Cellini, acuñó monedas de oro para el Papa Clemente VII, con esta misma técnica y dejó una descripción completa de la prensa que construyó. Pero las primeros volantes no poseían la fuerza requerida para acuñar más que pequeñas piezas.
En 1550 un orfebre alemán, Max Schwab, retomó un modelo anterior utilizado solamente para acuñar monedas y medallas de manera artesanal, y diseñó una prensa industrial para impresión de monedas, la famosísima prensa de volante o máquina de troquel. Schwab logró obtener el interés del rey  Enrique II de Francia en 1551, quien se hizo con el diseño, y encargó al grabador Antoine Brucher que empezara con las pruebas en 1553. Sin embargo, la corporación de monederos del rey, que aun trabajaba con el viejo sistema de acuñación a martillo, se puso en contra ante esta innovación, temiendo por sus fuentes de trabajo. También, a decir verdad, el modelo presentaba todavía imperfecciones y dificultades técnicas.
El grabador e ingeniero Nicholas Briot (1579-1646) le hizo varias mejoras a esta prensa, pero no logró convencer al gobierno de ponerla en marcha, no obstante, Briot encontró mejor acogida en Inglaterra, donde el rey Carlos I de Inglaterra lo contrató para  acuñar monedas y medallas en la Royal Mint.
En Francia, no sería sino hasta que Jean Varin se convirtió en grabador general de monedas del reino  que se implantaría la nueva tecnología, utilizada para acuñar los bellos escudos o «luises de oro» a partir de 1640. El sistema, con variaciones menores, permaneció durante décadas, y fue el adoptado en España (y luego, tardíamente, en Hispanoamérica) con el ascenso de la dinastía borbónica.
La aparición de la revolución industrial y la introducción de la máquina de vapor de James Watt introdujeron con naturalidad la idea de aplicar esta nueva fuerza motriz al viejo mecanismo.  En 1789  un empresario innovador, Matthew Boulton, constató en su Soho Manufactory de Birmingham, un sistema de acuñación a vapor que hacía uso de una gran rueda, que impulsaba los brazos de las prensas de tornillo.  El mecanismo era complicado, propenso a sufrir desperfectos, y muy ruidoso, pero a pesar de todo ello, podía acuñar más de cuarenta piezas por minuto. La máquina sirvió en un primer momento para imprimir fichas metálicas, pero en 1881 fue  adoptado por la Royal Mint, y que más tarde se ocuparía de exportarla hacia múltiples países.
A finales del siglo XVIII se dota a la prensa volante la virola partida (la virola es una aro de acero que contiene al cospel en el momento de la acuñación y logra que la moneda sea excepcionalmente redonda y evita la expansión del metal fuera de aquellos al ser troqueladas sus dos caras), capaz de acuñar leyendas en el canto y de alimentación de cospeles automática y la retirada también automática de las monedas recién acuñadas, grandes contribuciones del artista Jean Pierre Droz y mecánico Philip Gengembre en la Ceca de París.
En el segundo tercio del siglo XIX tendrá lugar la denominada «liberación del ser humano» con la automatización definitiva del momento de la acuñación, de la mano de novedosas prensas movidas por la fuerza obtenida de máquinas a vapor, como las desarrolladas por Droz y por el británico Matthew Boulton entre muchos otros, que lograron permitir un enorme aumento de la producción y una mayor presión, homogeneidad y calidad en la acuñación. 

## En España
Felipe V se encargó de introducir este sistema en España, instalándolas en las Cecas de Madrid y Sevilla, hacia el año 1700 en Madrid, más de medio siglo después de su introducción en las Cecas de Londres y Francia, y en Segovia  para las monedas de plata y oro sobre 1721 y para el cobre  en 1772. Desde finales del siglo XVII hasta finales del siglo XVIII se dieron pocos cambios en las prensas volantes, a no ser que cada vez se acuñaban monedas y medallas de mayor módulo.
La acuñación a volante, con el canto labrado, pasa a ser obligatoria en España para todos los metales. A partir de la Ordenanza de 1730, en los talleres dotados con molinos éstos se emplearan sólo para laminar los rieles o barras de metal, de la misma manera, se terminaba con la acuñación de metales a cargo de particulares. La prensa de volante Austerlitz, se instauró en 1832 en la Casa de la Moneda de Madrid y se utilizó para acuñar monedas pequeñas. El nombre del modelo, Austerlitz, se debe a que las primeras máquinas de este tipo se fabricaron en 1807 con los cañones capturados al ejército ruso en la célebre batalla. 

## Proceso
Tiene grabado en bajorrelieve la figura de la moneda que se ha de acuñar.
Debido  a que la vida de los troqueles era limitada, por la cantidad de monedas que se acuñaban  y a su vez era necesario garantizar que todas las monedas fueran iguales, el tallador no grababa directamente los troqueles, sino que modelaba dos únicas matrices, una para cada cara de la moneda. Esta matriz reproducía en bajorrelieve lo que se quería grabar; una vez templada, se hincaba mediante la aplicación de una presión determinada sobre otro trozo de acero en estado blando; el resultado, una vez templado era un punzón, es decir, un útil que en su parte grabada era una reproducción en positivo de la moneda. 
Si el punzón se hincaba de nuevo sobre otro trozo de acero previamente recocido se obtenía un troquel, el cual con el grabado en negativo estaba listo para acuñar. Cuando se estropeaba un troquel, se obtenía uno nuevo hincando el punzón sobre otro trozo de acero recocido; de esta forma, con solo una matriz se garantizaba la igualdad en todas las monedas, quedando así patente la necesidad de la matriz, troquel y punzón.  Estas operaciones se efectuaban en el taller de la ceca.